# Juan Wallparrimachi
Juan Wallparrimachi (Potosí, 1793 - Chuquisaca, 1814) est un écrivain et poète bolivien qui a contribué à l'émergence d'une littérature  en langue quechua.

## Biographie
Juan Wallparrimachi est né en 1793 dans le village de Macha, département de Potosí, en Bolivie. Petit-fils d'un juif portugais, fils d'une mère indienne et d'un père espagnol, il est très jeune orphelin, de père et de mère. Il devient domestique, puis, enrôlé par les guérilleros Manuel Ascensio Padilla et Juana Azurduy de Padilla, il participe à leurs luttes contre l'Espagne, et pour l'émancipation et l'indépendance de l'Amérique du Sud. Comme il ne connaissait que le nom de son grand-père maternel, il a adopté ce nom.
Il est mort à l'âge de 20 ans, au cours d'une des batailles de l'Indépendance en 1814.
Malgré sa connaissance parfaite de l'espagnol, il a écrit uniquement en quechua.